# Pamiętnik Anny Frank (film 1959)
Pamiętnik Anny Frank (oryg. The Diary of Anne Frank) – amerykański film z 1959 roku, będący adaptacją sztuki teatralnej pod tym samym tytułem nagrodzonej Pulitzerem powstałej na podstawie pamiętnika Anny Frank. Film został wyreżyserowany przez George’a Stevensa i otrzymał trzy Oscary.

## Kulisy realizacji
Sukces sztuki teatralnej sprawił, że w 1957 Otto Frank (ojciec Anne) podpisał kontrakt z 20th Century Fox. Wiosną 1958 rozpoczęły się zdjęcia do filmu.
Spodziewano się, że w filmie pojawi się obsada ze sztuki teatralnej. Joseph Schildkraut i Gusti Huber zgodzili się zagrać w filmie, natomiast Susan Strasberg, która grała Anne w teatrze, odmówiła. Rola została zaproponowana Natalie Wood, jednak również została odrzucona. Wybór Ottona Franka padł na Audrey Hepburn, która urodziła się w tym samym roku co Anne i która również przeżyła wojnę w okupowanej Holandii. Pomimo spotkania z Ottonem Frankiem Hepburn odrzuciła rolę, ponieważ czuła się za starą, by zagrać nastolatkę oraz ponowne przeżycie wojennych wydarzeń mogło obudzić w niej traumatyczne wspomnienia. Jednakże aktorka utrzymała kontakt z Frankiem aż do jego śmierci (1980) oraz została patronką brytyjskiej fundacji „Anne Frank Educational Trust UK”. Po dalszych poszukiwaniach rolę przyjęła nastoletnia modelka Millie Perkins.
George Stevens nakręcił plenery w Amsterdamie, w okolicach Domu Anne Frank, w którym rodzina się ukrywała. Jakkolwiek wnętrza strychu (en: the Secret Annex, nld: Achterhuis) zostały nakręcone w Hollywood. Otto Frank i Johannes Kleiman pomogli w jak najwierniejszym odtworzeniu miejsca ukrycia.
Scena końcowa pokazująca Millie Perkins jako Anne w Auschwitz została wycofana po nieprzychylnym przyjęciu przez testową publiczność. Reżyser zastąpił ją obrazem nieba z głosem Anne w tle.
Film został nominowany do 8 Oscarów i zdobył 3 statuetki.

## Obsada
- Millie Perkins jako Anne Frank
- Joseph Schildkraut jako Otto Frank
- Shelley Winters jako Petronella van Daan
- Richard Beymer jako Peter van Daan
- Gusti Huber jako Edith Frank
- Lou Jacobi jako Hans van Daan
- Diane Baker jako Margot Frank
- Douglas Spencer jako Kraler
- Dodie Heath jako Miep
- Ed Wynn jako Albert Dussell

## Nagrody i nominacje

### Oscary
- Oscar dla najlepszej aktorki drugoplanowej – Shelley Winters (statuetka znajduje się obecnie w Domu Anny Frank w Amsterdamie)
- Oscar za najlepszą scenografię – George W. Davis, Stuart A. Reiss, Walter M. Scott oraz Lyle Wheeler
- Oscar za najlepsze zdjęcia – William C. Mellor

Nominacje:
- Oscar za najlepszy film – George Stevens Jr., producent
- Oscar dla najlepszego aktora drugoplanowego – Ed Wynn
- Oscar za najlepsze kostiumy – Charles LeMaire i Mary Wills
- Oscar za najlepszą reżyserię – George Stevens
- Oscar za najlepszą muzykę filmową – Alfred Newman

### Złoty Glob
Nominacje:
- Najlepszy film dramatyczny
- Najlepszy aktor w dramacie – Joseph Schildkraut
- Najlepsza aktorka drugoplanowa – Shelley Winters
- Najlepszy reżyser – George Stevens

### Amerykańska Gildia Reżyserów Filmowych (DGA)
Nominacja:
- Najlepsze osiągnięcie reżyserskie w filmie fabularnym – George Stevens

### Amerykańska Gildia Scenarzystów Filmowych (WGA)
- Best Written American Drama – Frances Goodrich, Albert Hackett

### Złota Palma
Nominacja:
- George Stevens

## Wydanie DVD
3 lutego 2004 film został wydany na DVD. W Polsce wydanie DVD ukazało się 30 czerwca 2004. Dodatki zawierają m.in.: „The Diary of Anne Frank: Echoes From the Past”, konferencję prasową z reżyserem George’em Stevensem, komentarz audio Millie Perkins i George’a Stevensa Jr.